# Intervenção dos Aliados na Guerra Civil Russa
A intervenção dos Aliados foi uma expedição militar multi-nacional lançada em 1918 durante a Guerra Civil Russa e a Primeira Guerra Mundial. A intervenção envolveu 14 nações  e foi conduzida ao longo de uma vasta extensão do território. No inicio os objetivos declarados foram resgatar a Legião Checoslovaca, para garantir os fornecimentos de armamentos e munições em portos russos e eventualmente restabelecer a Frente Oriental. Com o fim da guerra, os Aliados, temerosos com o bolchevismo, intervieram abertamente na Guerra Civil Russa, dando apoio aos pró-czaristas, antibolchevique Exército Branco. No entanto, a oposição para a campanha em curso tornou generalizada, devido a uma combinação de falta de apoio do público e cansaço da guerra; com os objetivos divididos e a falta de uma estratégia global também dificultaram o esforço. Estes fatores, juntamente com a evacuação da Legião Checoslovaca e a deterioração da situação obrigaria os Aliados se retirarem do  Norte da Rússia e da Sibéria, em 1920. No entanto, os japoneses ocuparam partes da Sibéria até 1922.
Com o fim do apoio aliado, o Exército Vermelho foi capaz de infligir derrotas ao Exército Branco e as restantes forças governamentais, levando ao seu eventual colapso. Durante a intervenção dos Aliados, a presença de tropas estrangeiras foi usada eficazmente como propaganda patriótica pelos bolcheviques.